# Josef Martin Lengauer
Josef Martin Lengauer (* 8. März 1723 in Hall in Tirol; † 26. Mai 1793 in Kitzbühel) war ein österreichischer Bildhauer.

## Leben
Lengauer machte seine Lehre bei Johann Baptist Straub in München. Er heiratete die Witwe des Bildhauers Franz Offer und übernahm damit dessen Bildhauerwerkstatt in Kitzbühel. Er gilt als wichtigster Bildhauer Tirols zum Spätbarock und erhielt viele Aufträge für Kirchenausstattungen im Umfeld von Kitzbühel.

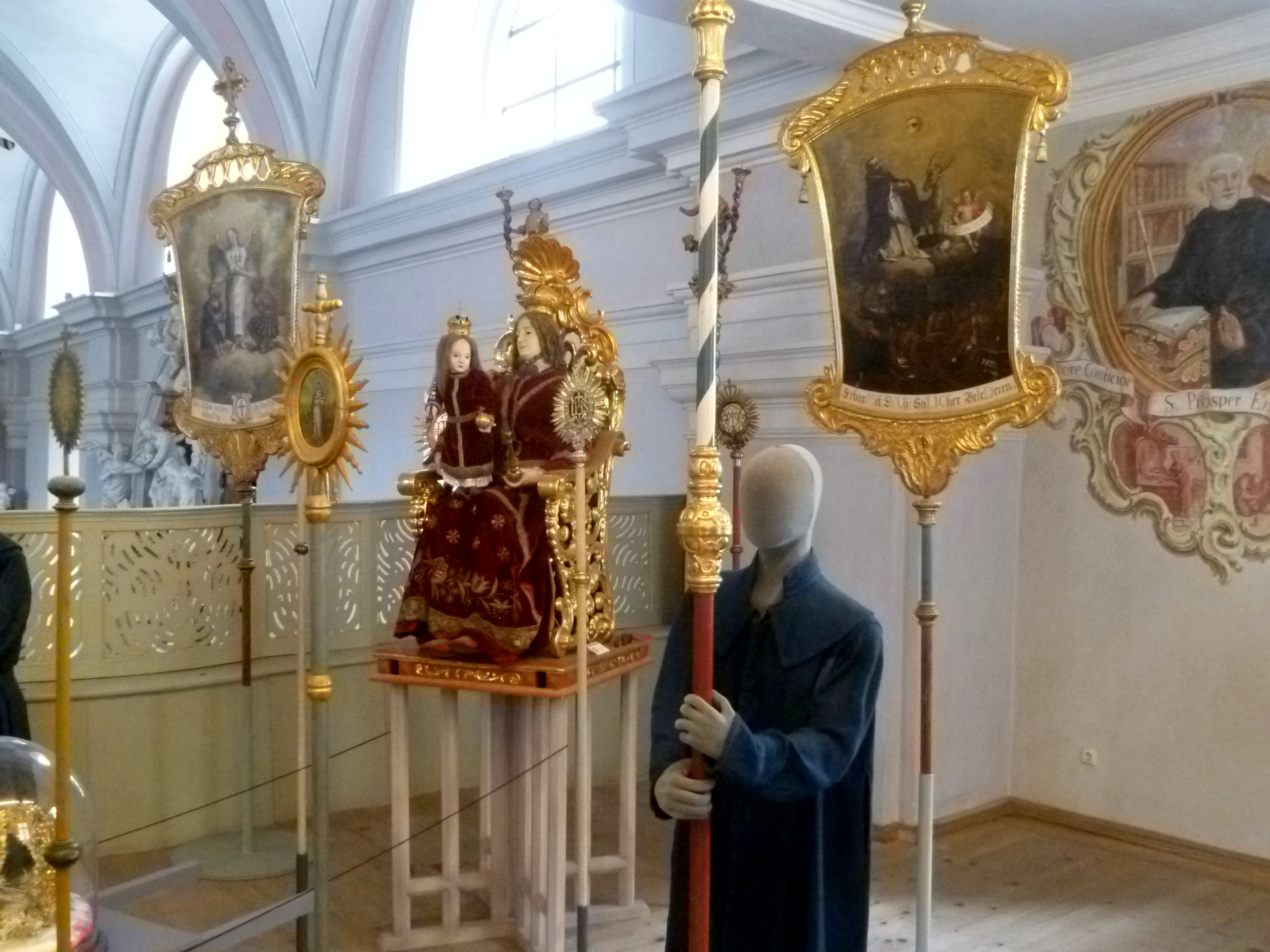
Ensemble Kitzbüheler Sesselfrau (Maria als Rosenkranzkönigin); Augustiner-Museum, Rattenberg

## Werke
Salzburg
- Dekanatskirche Unserer Lieben Frau Geburt in Altenmarkt im Pongau, Figuren Maria und Johannes aus 1760 mit Herkunft Kitzbühel, einbezogen in den Hochaltar aus 1972 nach einem Entwurf von Clemens Holzmeister[2]

Tirol
- Pfarrkirche hl. Leonhard in Bruck am Ziller, Figuren Ulrich und Leonhard, 1768
- Pfarrkirche Mariä Himmelfahrt in Ebbs, Inneneinrichtung mit Altäre, Figuren und Kanzel, 1756
- Pfarrkirche Ellmau hl. Michael, Hochaltar, Figuren, 1765
- Pfarrkirche Hll. Primus und Felizian in Fieberbrunn, Figuren Petrus und Paulus
- Pfarrkirche hl. Wolfgang in Jochberg, Hochaltar und Figuren, 1779
- Wallfahrtskirche Unsere Liebe Frau und hl. Anna in Kirchberg in Tirol, Hochaltar und Figuren um 1770
- Pfarrkirche hl. Andreas in Kitzbühel, Figuren bei der Kanzel, Tabernakel in der Rosakapelle, 1760
- Pfarrkirche Hll. Philippus und Jakobus in Oberndorf in Tirol, Hochaltar und Figuren, 1760, 1786
- Dekanatspfarrkirche Mariä Himmelfahrt in St. Johann in Tirol, Johannes Evangelist und Maria Immaculata an der Fassade sowie am Hochaltar Petrus und Paulus
- St. Adolari-Kapelle in St. Ulrich am Pillersee, Hochaltar und Figuren
- Pfarrkirche Hll. Petrus und Paulus in Söll, Nischenfiguren Petrus und Paulus in der Fassade, um 1770
- Pfarrkirche Hll. Vitus und Nikolaus in Waidring, lebensgroße Figuren Petrus und Paulus[3]